# Le fils d'Amr est mort
Pour plus de détails, voir Fiche technique et Distribution.
Le fils d'Amr est mort est un film franco-tuniso-belge réalisé par Jean-Jacques Andrien et sorti en 1975.

## Synopsis
Un homme dont on ne sait rien, mais qui est joué par Pierre Clémenti dont on connaît le talent immédiat de présence, vit avec une femme et un enfant à Bruxelles. Il est voleur à la tire et il a un complice occasionnel, un Maghrébin qu'il retrouve mort dans un autobus rouillé, épave au fond d'un bois, sans savoir qui il est vraiment et le pourquoi de sa disparition. Muni de ses papiers d'identité, trouvés dans cette débâcle, Clémenti part dans le Sud tunisien pour comprendre.
Face à l'indicible, la fiction s'efface ici au profit d'une méditation.

## Fiche technique
- Titre : Le fils d'Amr est mort
- Réalisation : Jean-Jacques Andrien
- Scénario : Jean-Jacques Andrien
- Dialogue : Franck Venaille
- Photographie : Yórgos Arvanítis,
- Musique non originale : Motets de Claudio Monteverdi, Mélopées tunisiennes
- Décors : Philippe Graff, Luc Muller
- Montage : Philippe Gosselet
- Son : Gérard Barra, Henri Morelle
- Production : Jean-Jacques Andrien, Hassen Daldoul
- Sociétés de production : Les Films de la drève (Belgique), Unité Trois (France), SATPEC (Tunisie)
- Pays d'origine :  Belgique,  France,  Tunisie
- Format : couleur - Son monophonique - Format 35 mm
- Genre : drame
- Durée : 80 minutes
- Date de sortie : 1975

## Distribution
- Pierre Clémenti : Pierre
- Claire Wauthion : Barbara
- Malcolm Djuric : Malcolm, l'enfant
- Coralie Seyrig

## Distinctions
- Léopard d'or au Festival international du film de Locarno (1975)
- Prix André-Cavens de l'Union de la critique de cinéma (UCC) pour le meilleur film belge (1976)
- Prix de l'ACCT (Agence de coopération culturelle et technique) à Paris pour le meilleur scénario